# Geroy Asfalta
Geroy Asfalta (in lingua russa: Герой Асфальта) è il terzo album in studio del gruppo musicale russo Aria, pubblicato nel 1987.

## Tracce
Testi di Margarita Pushkina.
1. На службе силы зла – 7:10 (musica: Vitaly Dubinin, Vladimir Holstinin)
2. Герой асфальта – 5:11 (musica: Dubinin, Sergey Mavrin)
3. Мёртвая зона – 6:43 (musica: Valery Kipelov)
4. 1100 – 4:55 (musica: Holstinin)
5. Улица Роз – 5:56 (musica: Dubinin)
6. Баллада о древнерусском воине – 8:31 (musica: Dubinin, Holstinin)
7. Дай Руку Мне (bonus audiocassetta) – 5:17 (musica: Dubinin, Mavrin)